# Bellevalia glauca
Bellevalia glauca är en sparrisväxtart som först beskrevs av John Lindley, och fick sitt nu gällande namn av Carl Sigismund Kunth. Bellevalia glauca ingår i släktet Bellevalia och familjen sparrisväxter. Inga underarter finns listade i Catalogue of Life.